# 1685

## Родени
- 23 февруари – Георг Фридрих Хендел, германски композитор
- 12 март – Джордж Бъркли, Английски философ
- 21 март – Йохан Себастиан Бах, немски композитор
- 18 август – Брук Тейлър, английски математик
- 1 октомври – Карл VI, Свещен римски император, крал на Бохемия, Унгария и Хърватия
- 26 октомври – Доменико Скарлати, италиански композитор
- Изобретения: - Йохан Цан създава първия фотоапарат, но тогава снимките все още не е можело да запазват своя образ. Историята на фотоапаратите започва още през далечната 1685 г., когато Йохан Цан изобретява апарат, подходящ за практически цели. Доста години след това се появяват и първите фотоапарати, сходни с модела на Цан, но с поставен механизъм за добавяне на фотографски плаки, с които се заснема образа. Първите фотографии са направени през 1826 г. от Жосеф Нисефор Ниепс, който е използвал дървена кутия дело на Чарлз и Винсент Шевали в Париж. Малко по-късно Нипс създава и първата снимка, благодарение на откритието на Йохан Хенрих Шулц, според което сместта от варовик и сребро потъмнява при наличието на слънчева светлина. Именно тогава се ражда фотографията, тъй като до този момент не е можел да се запазва самият образ, въпреки наличието на апаратите. През 1839 г. на пазара се появява и първият фотоапарат - Дагеротип, изобретен от Луи Дагер.

## Починали
- 2 май – Адриан ван Остаде, холандски художник